# Dalin (Chiayi)
Dalin (chinesisch 大林鎮 / 大林镇, Pinyin Dàlín Zhèn) ist eine Stadtgemeinde (鎮,  Zhèn) im Landkreis Chiayi der Republik China auf Taiwan.

## Lage
Dalin liegt im Norden des Landkreises Chiayi in der Jianan-Ebene, etwa 7 Kilometer von der Stadtgrenze Chiayis entfernt. Die angrenzenden Gemeinden im Landkreis Chiayi sind Xikou im Westen, Minxiong im Süden und Meishan im Osten. Im Landkreis Yunlin grenzen Dapi und Dounan im Norden, sowie Gukeng im Nordosten an. Das Terrain ist überwiegend flach und geht im Osten (etwa östlich der Nationalstraße 3) in Hügelland über.

## Geschichte
Ein früherer Name von Dalin ist Dapulin bzw. Dabulin (大莆林 / 大埔林,  Dàpúlín, Dàbùlín – „Wald von Dapu/Dabu“). Die Besiedlung der Gegend durch han-chinesische Einwanderer aus Guangdong und Fujian begann zur Herrschaftszeit Kangxis. Während des Lin-Shuangwen-Aufstandes gegen die Qing-Herrschaft 1787–1788 fand hier das Gefecht von Dabulin (大埔林之戰) statt.  Während der japanischen Kolonialherrschaft (1895–1945) wurde Dalin am 1. Oktober 1920 zu einem ‚Dorf‘ organisiert (大林庄,  Dàlín zhuāng). Am 1. Oktober 1943 erhielt das ‚Dorf‘ den Status einer ‚Straße‘ (街) bzw. städtischen Siedlung. Nach Übernahme Taiwans durch die Republik China wurde daraus am 20. Januar 1946 die Stadtgemeinde (鎮,  Zhèn) Dalin, zunächst im Landkreis Tainan und ab dem 25. Oktober 1950 im neu eingerichteten Landkreis Chiayi.
In neuerer Zeit wird die Homophonie von Dalin zum englischen Darling gerne für Marketing-Zwecke genutzt.

## Bevölkerung
Die große Mehrheit der Bevölkerung sind Hoklo (Minnan-Sprecher). Angehörige indigener Völker machen nur einen sehr geringen Anteil aus (Ende 2019 136 Personen, 0,4 %).

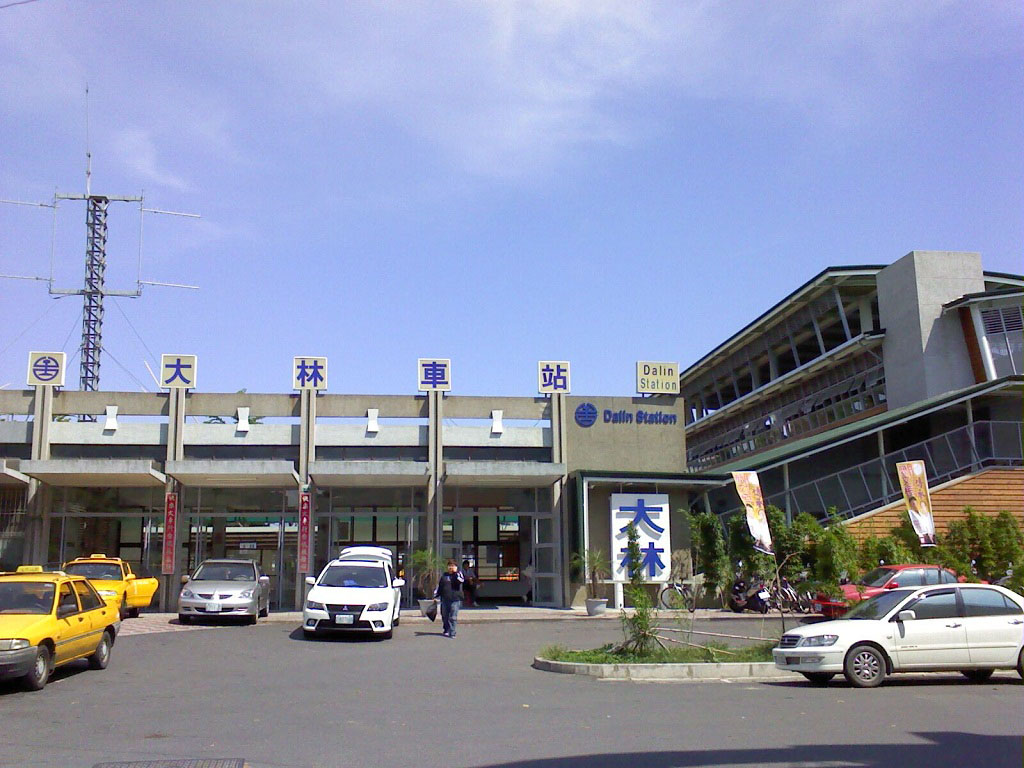
Bahnhofsgebäude von Dalin

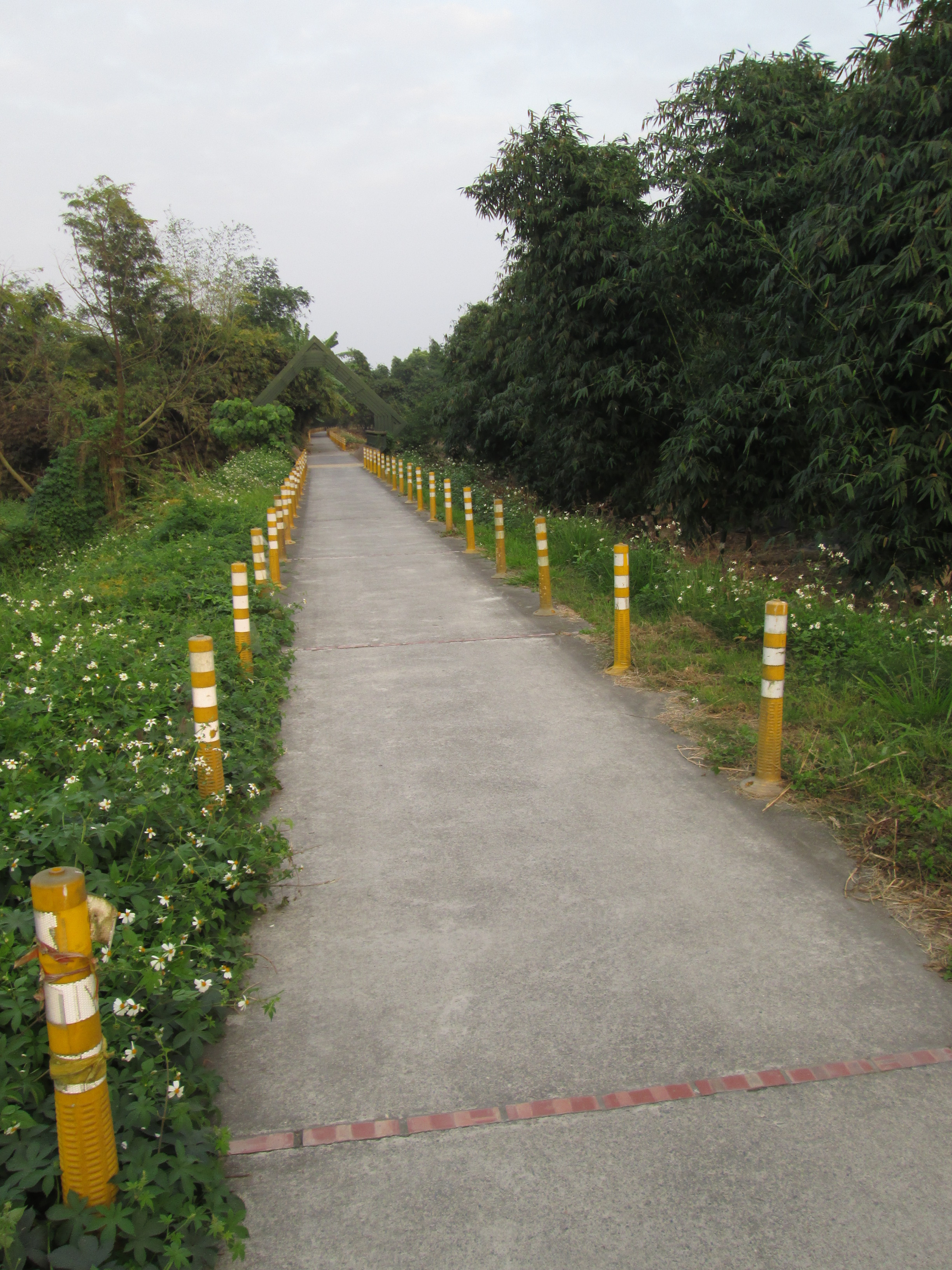
Abschnitt des Dalin-Fahrradwegs

| Gliederung von Dalin |
|                      |

## Verwaltungsgliederung
Dalin ist in 21 Ortsteile (里,  Lǐ) eingeteilt:
1 Xijie (西結里)

2 Pailu (排路里)

3 Minghua (明華里)

4 Minghe (明和里)

5 Hubei (湖北里)

6 Datang (大糖里)

7 Xilin (西林里)

8 Donglin (東林里)

9 Jilin (吉林里)

10 Pinglin (平林里)

11 Sancun (三村里)

12 Goubei (溝背里)

13 Yihe (義和里)

14 Sanhe (三和里)

15 Zhonglin (中林里)

16 Shanglin (上林里)

17 Zhongkeng (中坑里)

18 Damei (大美里)

19 Guoxi (過溪里)

20 Neilin (內林里)

21 Sanjiao (三角里)

## Landwirtschaft
Dalin wird stark landwirtschaftlich genutzt, da es über fruchtbare Böden, eine vorteilhafte Topografie (weitgehend ebenes Land) und reichlich Wasserressourcen verfügt. Hauptprodukte der Landwirtschaft sind Reis, Bambussprossen, Orangen, Ananas. Außerdem spielt die Orchideenzucht (Phalaenopsis) eine Rolle.

## Verkehr
Dalin ist eine wichtige Station für den Transitverkehr in Richtung des weiter südlich gelegenen Chiayi. Im Westen führt die Nationalstraße 1 (Autobahn) in Nord-Süd-Richtung durch Dalin. Im Osten durchquert die Nationalstraße 3 (Autobahn) Dalin in südwestlicher Richtung. Mehr im Zentrum verläuft die Provinzstraße 1 ebenfalls in Nord-Süd-Richtung. Die wichtigste Ost-West-Verbindung ist die Kreisstraße 162 von Xikou nach Meishan. Die Längslinie (縱貫線) der Taiwanischen Eisenbahn hat in Dalin einen Haltebahnhof.

## Höhere Bildungseinrichtungen
Dalin ist der Standort der 1996 gegründeten privaten Nanhua-Universität (南華大學, ), die ihren Campus im Ortsteil Zhongkeng hat. Als Universitätsgründer gilt der Mönch Hsing Yun des buddhistischen Fo-Guang-Shan-Ordens.

## Besonderheiten
Seit einigen Jahren ist die Gemeindeverwaltung bemüht, Dalin zu einem Ort des Erholungs- und Ökotourismus auszubauen. Dazu wurden Verschönerungs- und Naturpflegemaßnahmen durchgeführt. Dalin wurde am 8. Februar 2016 in das Cittàslow-Netzwerk aufgenommen.
Die alte Zuckerfabrik (大林糖廠 ) im Ortsteil Datang aus dem Jahr 1914, die bis 1996 in Betrieb war, gibt einen Einblick in die Zeit, als die Zuckerindustrie eine zentrale Rolle in Taiwan spielte. Auf dem Dalin-Fahrradweg (大林線自行車道) kann man von der Zuckerfabrik durch Datang, Hubei, Sancun und Sanjaio und von dort weiter bis zum Bahnhof von Zhuqi radeln. Der Radweg verläuft zum  Teil entlang der Bahnstrecke der Alishan-Waldbahn.
Zwei als sehenswert geltende Tempel sind der Longtian-Tempel (隆天宮,  Lóngtiān gōng ) im Ortsteil Yihe und der buddhistische Zhaoqing-Zen-Tempel (昭慶禪寺,  Zhāoqìng chán sì ) im Ortsteil Minghua.

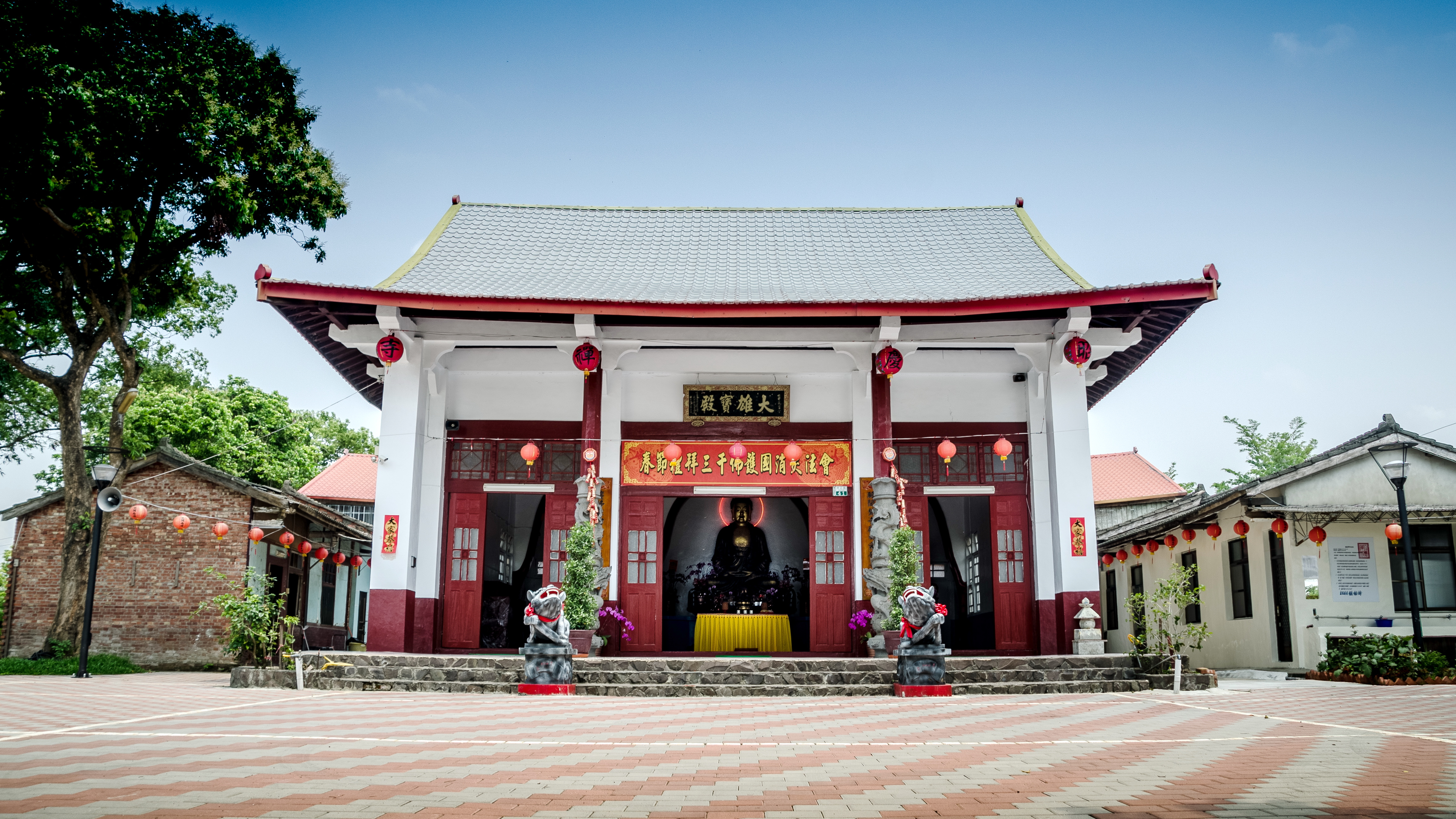
Zhaoqing-Zen-Tempel
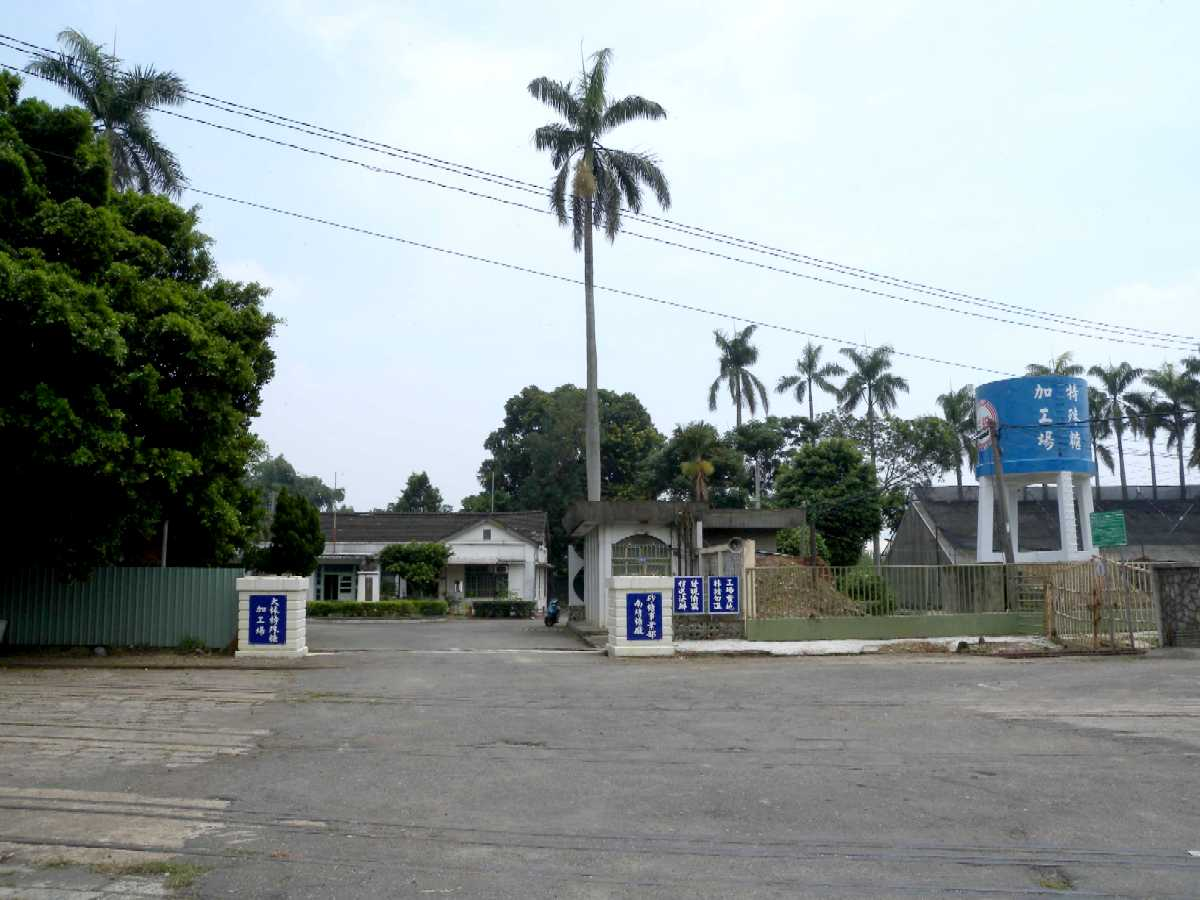
Eingang zur Zuckerfabrik
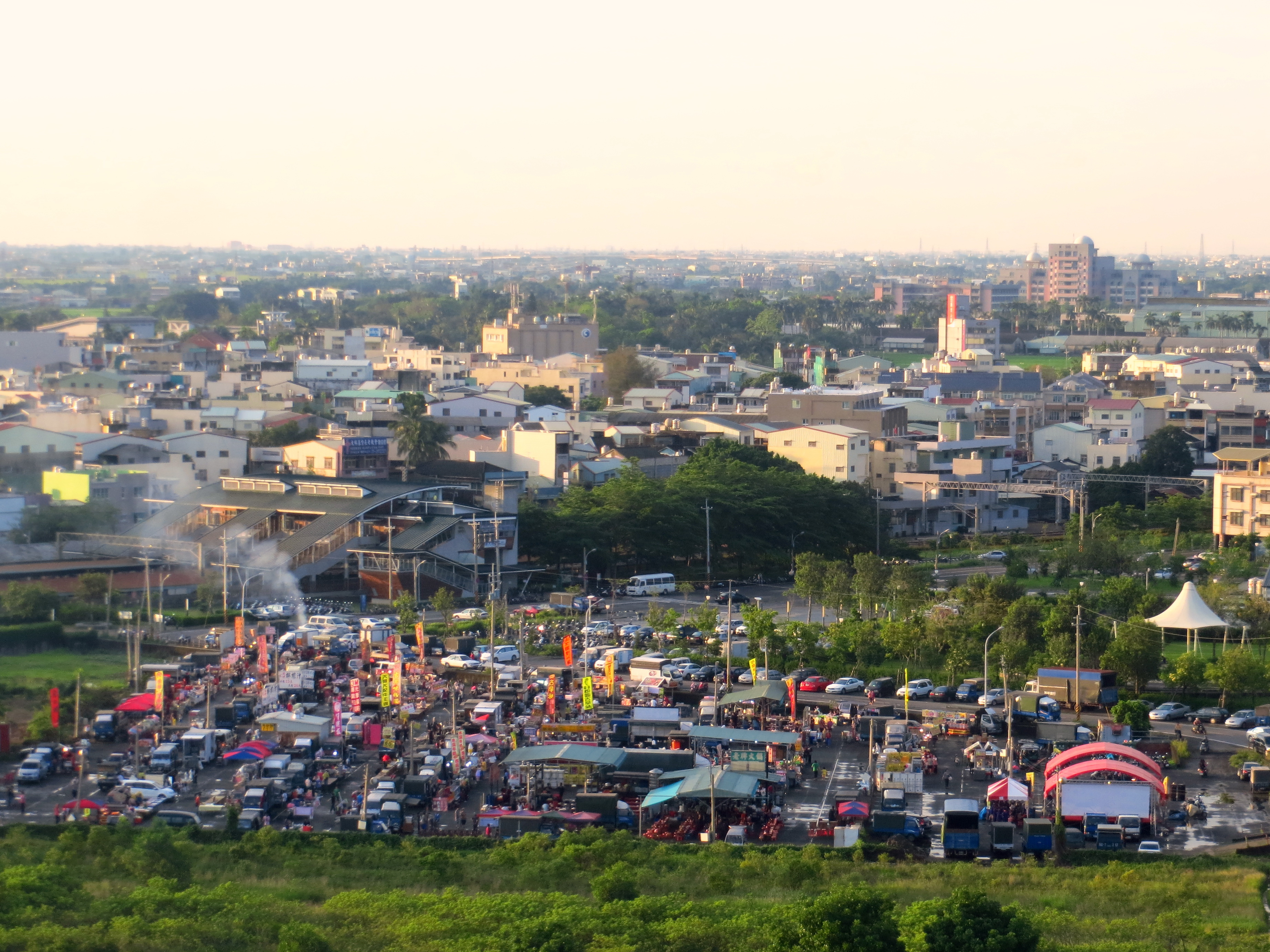
Blick auf Dalin (im Vordergrund der Nachtmarkt )